# Sawyer (Washington)
Sawyer az Amerikai Egyesült Államok északnyugati részén, Washington állam Yakima megyéjében, Wapatóhoz közel elhelyezkedő önkormányzat nélküli település.
A helységet 1911-ben nevezte el a North Yakima and Valley Railway Company; a névadó William Perry Sawyer, akinek a telkét a pálya építéséhez kisajátították.

## Fordítás
Ez a szócikk részben vagy egészben  a   Sawyer, Washington című angol Wikipédia-szócikk ezen változatának fordításán alapul.  Az eredeti cikk szerkesztőit annak laptörténete sorolja fel. Ez a jelzés csupán a megfogalmazás eredetét és a szerzői jogokat jelzi, nem szolgál a cikkben szereplő információk forrásmegjelöléseként.